# ゴー・トップレス・デー
ゴー・トップレス・デー'(Go Topless Day、あるいはNational Go Topless Day、International Go Topless Dayとも呼ばれる) は、男女平等を理由に公共の場でトップレスになる女性の権利を支援するために米国とカナダで開催される毎年恒例のイベントである。女性にその権利がある州ではトップフリー法が祝われ、トップレスの女性が禁止されている州では抗議活動が行われている。

## 主催者
この毎年恒例のイベントは、UFO 宗教であるラエリアン運動の指導者であるクロード・ボリヨンによって結成されたネバダ州のグループ、ゴー・トップレスによって 2007 年に始まったた。 
ゴー・トップレスは他の国々でのイベントや支部を援助してきた。

## 歴史
「ゴー・トップレス・デー」は、2005年にニューヨークで公共の場でトップレスだったとして逮捕されたトップレス活動家のフェニックス・フィーリー（ジル・コッカロ）の逮捕をきっかけとして設立された。ニューヨーク市ではトップレスが合法であるため、ニューヨーク市はフィーリーと2万9000ドルで和解した。
ゴー・トップレス・デーは、1920年のその日に女性参政権が承認されて以来、 8月26日の女性平等デーに最も近い日曜日に予定されている[。（1971年に米国議会はこの日を女性平等デーと宣言した）。このイベントは、女性が公共の場でトップレスになること、男性がブラジャーやビキニを着用して胸を隠すことを奨励しています。

## イベント
2008 年に、最初のゴー・トップレス・デーが開催された。
2009 年、米国では 8 月 23 日にナショナル・ゴー・トップレス・デーが祝われた。.
2011 年、米国でゴー・トップレス・デーが  8 月 24 日に開催された。抗議集会には男性、女性を問わず、カリフォルニア州、ニューヨーク州、ノースカロライナ州を含む米国12 州で開催された集会に参加した。
祝賀会に参加した女性たちは、女性が乳輪や乳首を公の場で見せることを禁じている一部の州の法律による逮捕を避けるために、偽のラテックス乳首やニプレスを使って乳首を隠していた。
デモ参加者は「男性にも女性にも乳首がある。なぜ女性は乳首を隠さなければならないのか？」とか「全員に平等なトップレスの権利、あるいは誰にもない権利」と書かれたプラカードを掲げた。 デモに参加した男性の多くは、男性は胸をはだけて行動することが許されるが、女性は公共の場でトップレスになることは禁じられているという二重基準に抗議するため、ブラジャーやビキニを着用していた。カナダでは、2011 年に初めてゴー・トップレス・デーが祝われた。2011年カナダゴートップレスデー集会が8月28日にオンタリオ州トロントで開催された。ビートルズの「レボリューション」という曲を大音量で鳴らしながら、ピックアップトラックに乗ってクイーンストリートイーストからキュービーチまでトップレスで移動した女性20人近くが参加した。 
ゴー・トップレス・カナダの広報担当者、ダイアン・ブリスボイスによると、「これは美人コンテストではありません。自由に関するものです。私たちは支援を受けています。私たちのイベントには男性もたくさん来ます。」とのことである。
1996年、オンタリオ州控訴裁判所はグウェン・ジェイコブに対する1991年の有罪判決を覆し、公共の場で胸を露出することについて「品位を傷つけたり非人間的な行為は何もなかった」と述べた。この決定により、カナダの女性が公共の場でトップレスになる権利が確立された。
2011年のゴー・トップレス・デーにはトップレスの女性たちがニューヨーク市のブライアント・パークに集まったが、その一方で男性たちは主に見ているだけだった。 、米国では30都市でデモが行われた。
2013 年には、米国のゴー・トップレス・デー は 8 月 25 日に開催され、6 周年を迎えた。この年は、40の都市でデモが行われた。この団体の使命を支持する男性には、ニプレスやブラジャーで乳首を覆うよう求められた。
2020 年の時点で、ゴー・トップレス・デー は 13 回開催されており、イベントは毎年 8 月の最終週に開催されている。